# Heinrich Friedrich Weber
Heinrich Friedrich Weber (Magdala, 7 de novembro de 1843 — Zurique, 24 de maio de 1912) foi um físico alemão. Por volta de 1861 entrou na Universidade de Jena, onde Ernst Abbe se tornou o primeiro físico que decisivamente influenciou sua carreira. Weber cedo descobriu que, no entanto, lhe faltava talento matemático suficiente, e abandonou a área da matemática inteiramente.